# Eriocaulon magnum
Eriocaulon magnum là một loài thực vật có hoa trong họ Cỏ dùi trống. Loài này được Abbiatti mô tả khoa học đầu tiên năm 1946.